# MrBeast
MrBeast, pseudonimo di James Stephen Donaldson, detto Jimmy (Wichita, 7 maggio 1998), è uno youtuber e imprenditore statunitense.
Il suo canale YouTube conta oltre 424 milioni di iscritti e oltre 93 miliardi di visualizzazioni totali. A giugno 2024 risulta il canale con il maggior numero di iscritti al mondo.

## Carriera
Jimmy Donaldson è nato il 7 maggio 1998, risiede a Raleigh, nella Carolina del Nord, e si è diplomato alla Greenville Christian Academy nel 2016. Donaldson ha abbandonato il college per intraprendere una carriera a tempo pieno come content creator.
Donaldson ha iniziato la sua carriera su YouTube nel febbraio del 2012, all'età di 13 anni, creando un canale YouTube chiamato mrbeast6000, poi cambiato brevemente in Beast. I suoi primi video rimasero sconosciuti, con una media di circa mille visualizzazioni ciascuno, fino al rilascio del video I Counted To 100,000 pubblicato nel gennaio 2017, che in pochi giorni aveva raggiunto decine di milioni di visualizzazioni.
I video di Donaldson di solito si incentrano sull'intrattenimento di vario genere come challenge fuori dal comune o spendere soldi nelle maniere più insolite, oltre a varie opere di beneficenza.
Il 25 settembre 2021, il suo canale MrBeast ha raggiunto 70 milioni di iscritti con oltre 12,5 miliardi di visualizzazioni totali.
Il 28 luglio 2022 raggiunge i 100 milioni di iscritti. Il 14 novembre 2022 supera lo YouTuber PewDiePie in numero di iscritti, rendendolo il quarto con più iscritti sulla piattaforma YouTube e il primo come creatore singolo. Successivamente, il 15 giugno 2023 il suo canale supera per numero di iscritti il canale YouTube Cocomelon diventando il secondo canale YouTube con più iscritti al mondo. Il 1º giugno 2024, supera per numero di iscritti il canale T-Series, diventando così il canale con più iscritti al mondo. Il 26 gennaio 2025 raggiunge i 350 milioni di iscritti, mentre il 1º giugno 2025 raggiunge i 400 milioni di iscritti.
Il 25 ottobre 2019 MrBeast insieme ad un ex ingegnere della NASA, lo youtuber Mark Rober, hanno organizzato un evento di raccolta fondi su YouTube chiamato #TeamTrees: l’obiettivo era di raccogliere 20 milioni di dollari per la Fondazione Arbor Day entro il 1º gennaio 2020 e piantare un albero per ogni dollaro raccolto entro dicembre 2022. Personaggi come Rhett & Link, Marshmello, iJustine, Marques Brownlee, Simone Giertz e Jacksepticeye hanno sostenuto l’iniziativa. Il 19 dicembre 2019 l'obiettivo dei 20 milioni di dollari fu superato e a partire dal 27 maggio 2020, il progetto ha raggiunto oltre 22 milioni di dollari. L'iniziativa ha anche ricevuto ingenti donazioni dai dirigenti aziendali come Jack Dorsey, Susan Wojcicki, Elon Musk e Tobias Lütke.
A luglio 2023 stringe una collaborazione con il videogioco Stumble Guys: la versione 0.53 del gioco, rilasciata il 27/07/2023, è tutta incentrata su questa collaborazione.
A ottobre 2023 stringe una nuova collaborazione con Stumble Guys, per cui nella versione 0.58 del gioco vengono introdotti numerosi oggetti cosmetici per questa collaborazione.
A dicembre del 2024 lancia il reality show Beast Games, in esclusiva su Prime Video. La serie ha un montepremi da 10 milioni di dollari (inizialmente 5 milioni di dollari), il più alto mai visto in un reality show, per un solo vincitore.

## Vita privata
Lo youtuber ha dichiarato di avere la malattia di Crohn.